# Bine ai venit (film din 1989)
Bine ai venit (titlul original în engleză Welcome Home) este un film dramatic american, realizat în 1989 de regizorul Franklin J. Schaffner, protagoniști fiind actorii Kris Kristofferson, JoBeth Williams, Sam Waterston și Brian Keith.

## Rezumat
Jake Robbins a plecat în Vietnam pentru efectuarea serviciului militar, lăsându-și soția în urmă să-l jelească când este dat dispărut și presupus mort. Șaptesprezece ani mai târziu, se întoarce pe neașteptate. Fiind prizonier de război, Jake a fost salvat și a ajuns în Cambodgia, unde și-a făcut o familie. Reapariția lui Jake este o mană cerească pentru tatăl său, Harry, dar o binecuvântare pentru soția Sarah, care și-a continuat viața. În timp ce sentimentele vechi se agită în ea, Jake se confruntă cu armata despre modul în care a fost gestionată dispariția lui dar și mai important pentru el, despre cum să dea de urma soției și copilului din Asia, ambii dispăruți...

## Distribuție
- Kris Kristofferson – Jake Robbins
- JoBeth Williams – Sarah
- Sam Waterston – Woody
- Brian Keith – Harry
- Thomas Wilson Brown – Tyler
- Trey Wilson – colonelul Barnes
- John Marshall Jones – Dwayne
- Ken Pogue – senatorul Camden
- Kieu Chinh – Leang
- Matthew Beckett – Kim
- Jessica Ramien – Siv
- Larry Reynolds – dr. Quayle
- Gene Clark – Coach Wallace
- Drew Comin – băiețelul
- Victor Ertmanis – Willy
- Bryan Leadbeater – sergentul instructor

## Trivia
Spre deosebire de filmul Welcome Home, Johnny Bristol, care prezintă o teorie a conspirației armatei care se dovedește a fi o iluzie, Bine ai venit prezintă o conspirație a tăcerii cu privire la prizonierii din războiul din Vietnam, care este prea reală.

## Melodii din film
- Welcome Home, Welcome Home (thema muzicală), musica de Henry Mancini, text de Alan Bergman & Marilyn Bergman, interpretat de Willie Nelson.